# Відомство федерального канцлера Німеччини

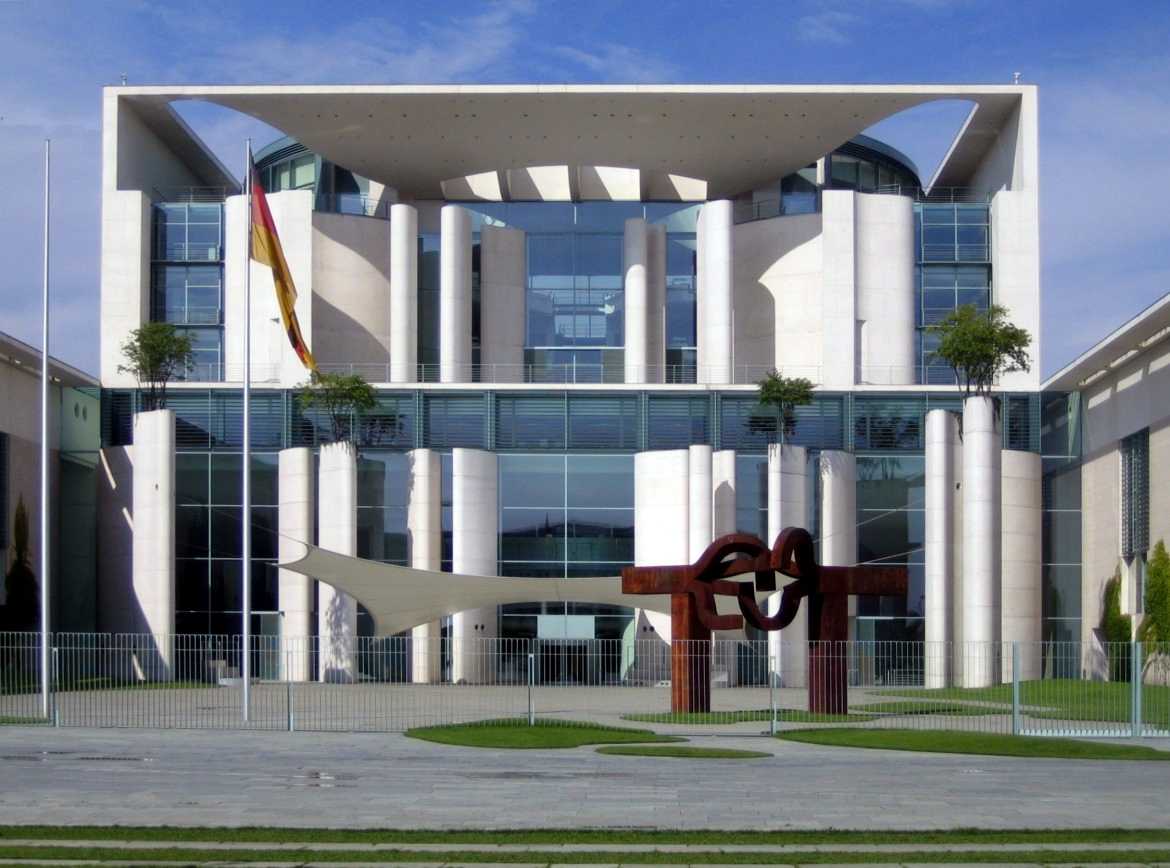
Будівля Відомства федерального канцлера

Відомство федерального канцлера Німеччини (нім. Bundeskanzleramt) — відомство в структурі виконавчої влади Німеччини, до завдань якого входить підтримка діяльності федерального канцлера Німеччини. У будівлі Відомства розміщений кабінет федерального канцлера.

## Будівля
Нова будівля Відомства федерального канцлера Німеччини відразу стала однією з визначних пам'яток Берліна. Рішення про його будівництво ухвалили в зв'язку з перенесенням столиці об'єднаної Німеччини до Берліна. Його збудували за чотири роки, і 2 травня 2001 воно стало офіційним місцем роботи уряду. Відомство розташоване на так званому закруті річки Шпрее, практично в центрі урядового кварталу «Федеральна стрічка», буквально в декількох кроках від Бранденбурзьких воріт і Рейхстагу.
Відомство побудоване за проєктом Акселя Шультеса та Шарлотти Франк і коштувало казні 465 млн. німецьких марок. 36-метровий будинок має прозорий фасад, який нагадує театральну декорацію. Зала засідань уряду розташована на сьомому поверсі центрального блоку, на восьмому поверсі розміщується кабінет федерального канцлера, на останньому поверсі — його квартира. У правому та лівому крилах будівлі містяться кабінети співробітників відомства.